# Zločin lorda Arthura Savila
Zločin lorda Arthura Savila (org. Lord Arthur Saville's Crime and Other Stories) je sbírka povídek anglického spisovatele irského původu Oscara Wildea z roku 1891. Obsahuje povídky:
- „Zločin lorda Arthura Savila“ („Lord Arthur Savile's Crime“)
- „Strašidlo cantervillské“ („The Canterville Ghost“)
- „Sfinga bez záhady“ („The Sphinx Without a Secret“)
- „Neobyčejný model“ („The Model Millionaire“)
- „Portrét pan W. H.“ („The Portrait of Mr. W. H.“)

## Filmová adaptace
- Zločin lorda Savila – česká televizní komedie režisérky Evy Sadkové z roku 1967.